# Templo de Oro de Dambulla
El Templo de la Cueva de Dambulla (en singalés: Dam̆būlū Len Vihāraya, en tamil Tampuḷḷai Poṟkōvil) también conocido como el Templo de Oro de Dambulla, es un lugar Patrimonio de la Humanidad (1991) en Dambulla, en la parte central de Sri Lanka, en el distrito de Matale, Provincial Central de Sri Lanka, a 148 kilómetros al nordeste de Colombo y a 72 kilómetros al norte de Kandy. Fue declarado como Patrimonio de la Humanidad por la Unesco en el año 1991.
Es un complejo de cuevas con templos en su interior, en el más grande y mejor conservado de Sri Lanka. La roca sobresale con una altura de 160 m sobre los llanos circundantes. Hay más de 80 cuevas documentadas en los alrededores. La principal atracción son 5 cuevas, que contienen estatuas y pinturas.
Estas pinturas y estatuas están relacionadas con Buda y su vida. Hay total de 153 estatuas de Buda, 3 estatuas de reyes srilanqueses y 4 estatuas de dioses y diosas. Las últimas 4 son estatuas de dioses hinduistas, dios Visnú y dios Ganesha. Los murales, cubren un área de 2100 metros cuadrados. Las pinturas sobre las paredes de las cuevas incluyen la tentación de Buda por el demonio Mara y el primer sermón de Buda.
Los habitantes del Sri Lanka prehistórico vivieron en estas cuevas antes de la llegada de budismo a la isla, pues hay sitios de entierros con esqueletos humanos del año 700 a. C., de hace unos 2700 años, que ha sido desenterrados en esta área de Ibbankatuwa cerca de las cuevas de Dambulla.

## Historia

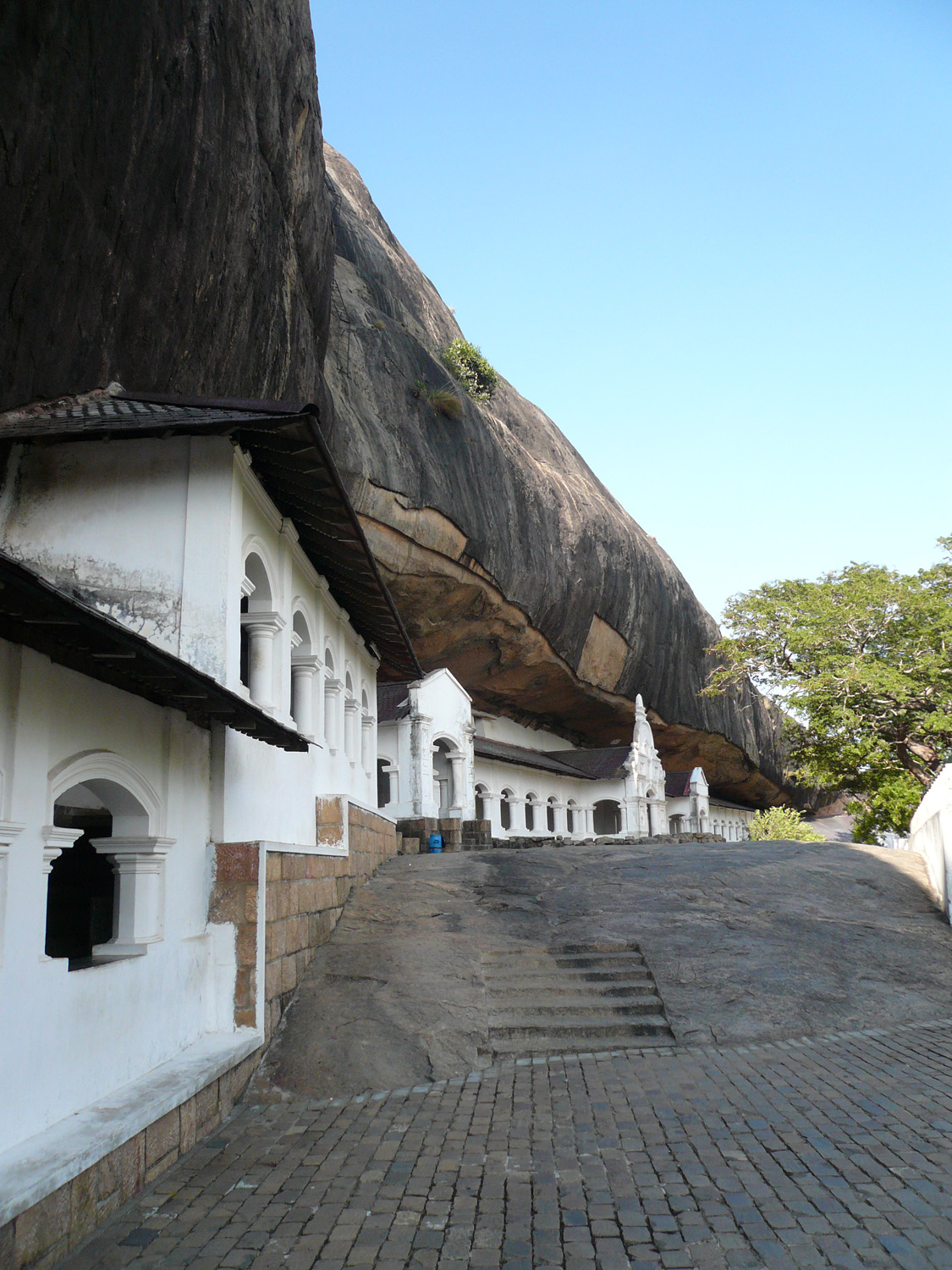

Este complejo de templos se remonta al siglo I a. C. Tiene cinco cuevas bajo una enorme roca que queda por encima, con una línea de goteo para mantener seco el interior. En 1938 la arquitectura fue embellecida con columnatas arqueadas y entradas con gabletes. Dentro de las grutas los techos están pintados con intrincados modelos de imágenes peligrosas siguiendo los contornos de la roca. Son imágenes de Buda y bodhisattvas, así como varios dioses y diosas. 
El monasterio de la cueva de Dambulla aún funciona y sigue siendo el edificio antiguo mejor conservado de Sri Lanka. Este complejo se remonta a los siglos III y II a. C, cuando ya estaba establecido como uno de los monasterios más grandes e importantes. Se cree tradicionalmente que Valagamba de Anuradhapura es quien convirtió las cuevas en un templo en el siglo I a. C. Exiliado de Anuradhapura, buscó refugio aquí de los usurpadores del sur de la India durante 15 años. Después de reclamar su capital, el rey construyó un templo como acción de gracias. Muchos otros reyes hicieron añadidos más tarde y para el siglo XI, las cuevas se habían convertido en un gran centro religioso y aún lo son. Nissanka Malla de Polonnaruwa doró las cuevas y añadió alrededor de 70 estatuas de Buda en 1190. Durante el siglo XVIII, las cuevas fueron restauradas y pintadas por el reino de Kandy.

## Las cinco cuevas

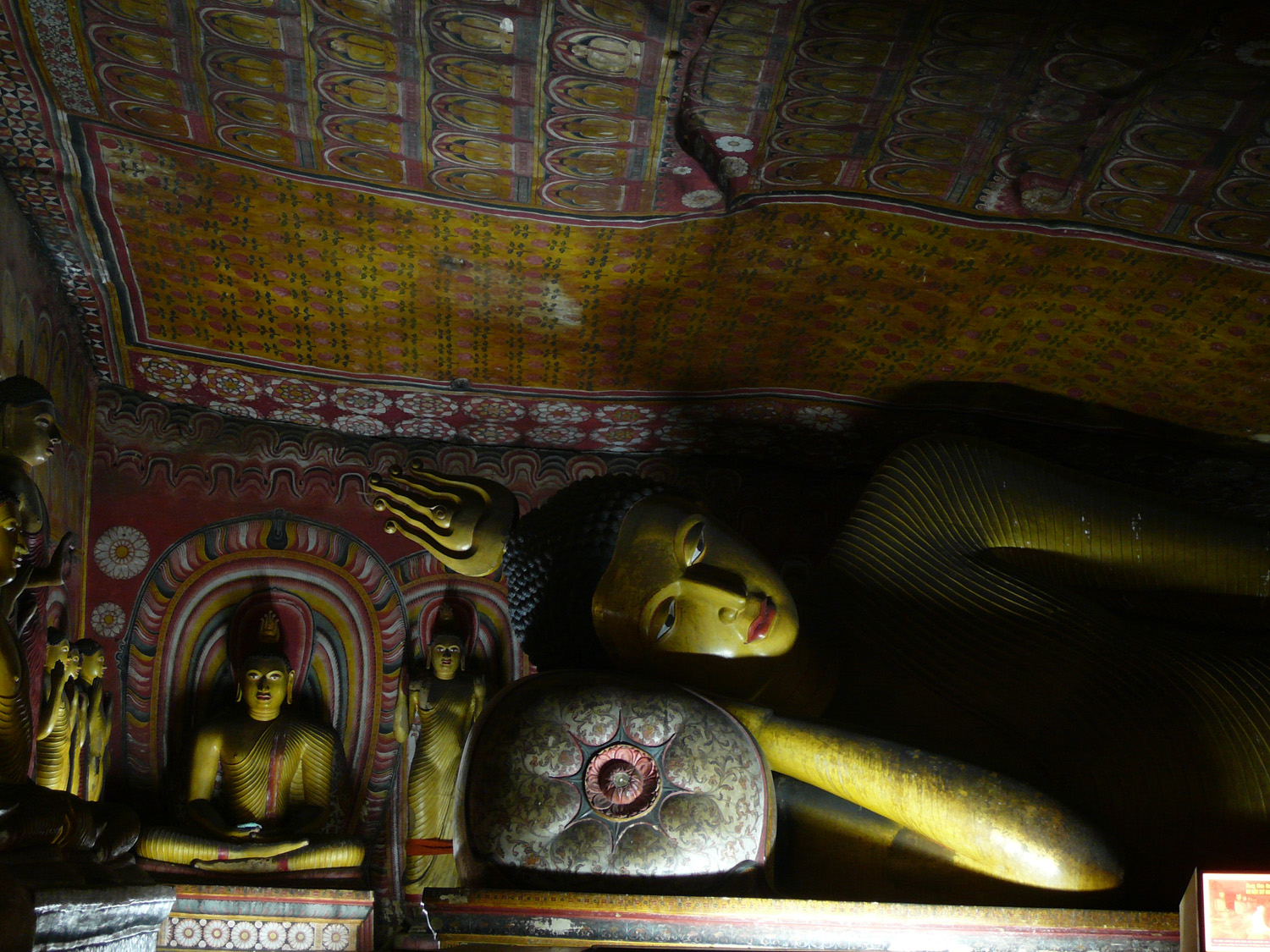

El templo está compuesta por cinco cuevas de tamaños y magnificencia variados. Las cuevas, construidas en la base de una roca de 150 metros de alta en las épocas Anuradhapura (siglo I a. C. a 993) y Polonnaruwa (1073 a 1250), son con diferencia las más impresionantes de los muchos templos en cuevas que se encuentran en in Sri Lanka. Se accede a lo largo de una suave ladera en la Roca de Dambulla, ofreciendo una vista panorámica de las llanuras circundantes, que incluye la fortaleza en roca Sigiriya, a 19 km. Con el crepúsculo, cientos de golondrinas caen en picado hacia la entrada de la cueva. La más grande de las cuevas mide alrededor de 52m de ete a oeste, y 23m desde la entrada a la parte trasera, esta espectacular cueva tiene 7 metros en su punto más alto. También se representan aquí deidades hindúes, como los reyes Valagamba y Nissankamalla, así como Ananda, el más devoto discípulo de Buda. 

### Cueva del Rey Divino
A la primera cueva se la llama Devaraja lena (lena en singalés significa cueva), o "Cueva del Rey Divino". Un relato de la fundación del monasterio está documentada en una inscripción Brahmi del siglo I sobre la entrada a la primera cueva. Esta cueva está dominada por la estatua de 14 metros de Buda, labrada en la roca. Ha sido reparada incontables veces en el curso de su historia, y probablemente recibió su última capa de pintura en el siglo XX. A sus pies está el alumno favorito de Buda, Ananda; a su cabeza, Visnú, que se dice que usó sus poderes divinos para crear las cuevas. 

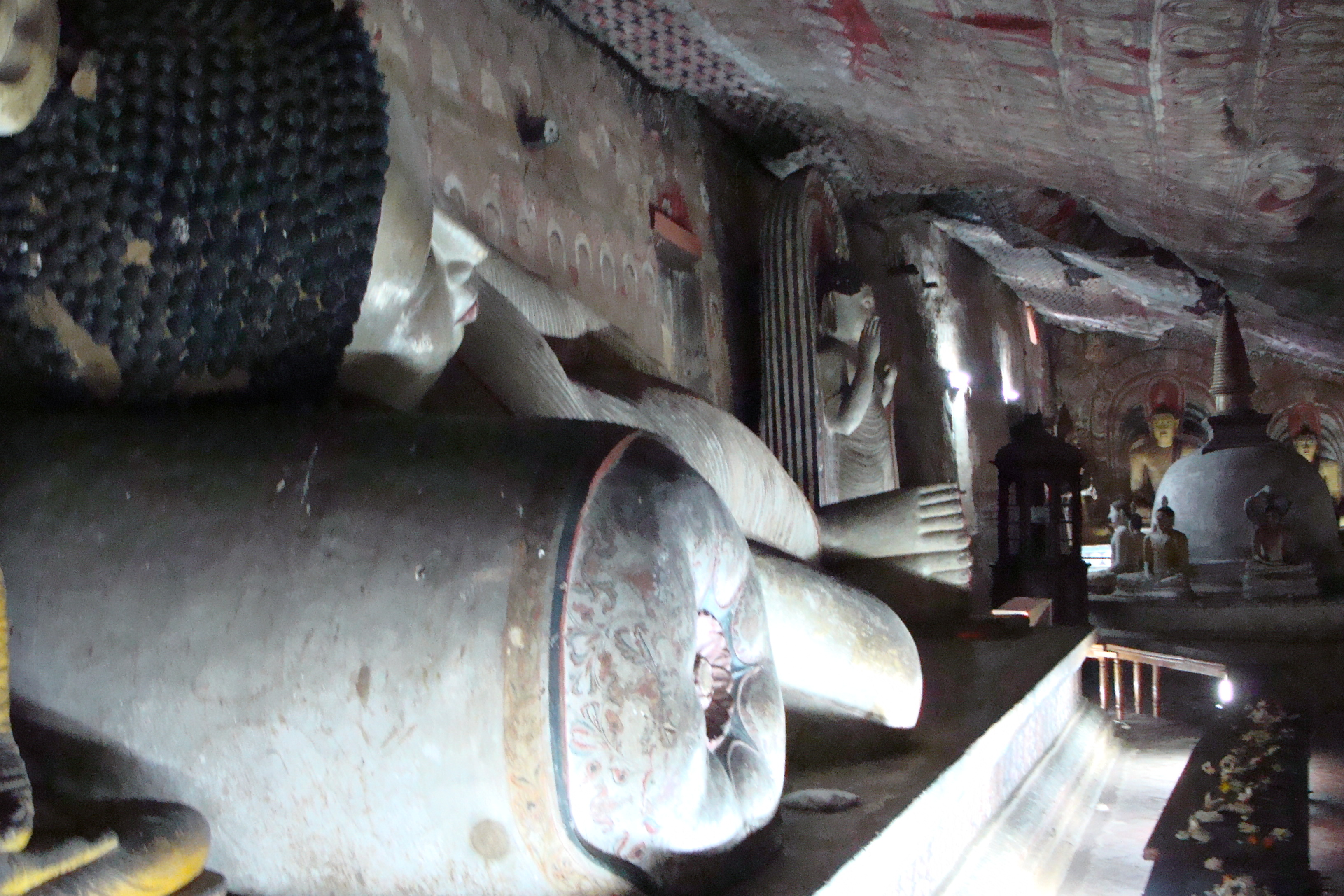

### Cueva de los Grandes Reyes

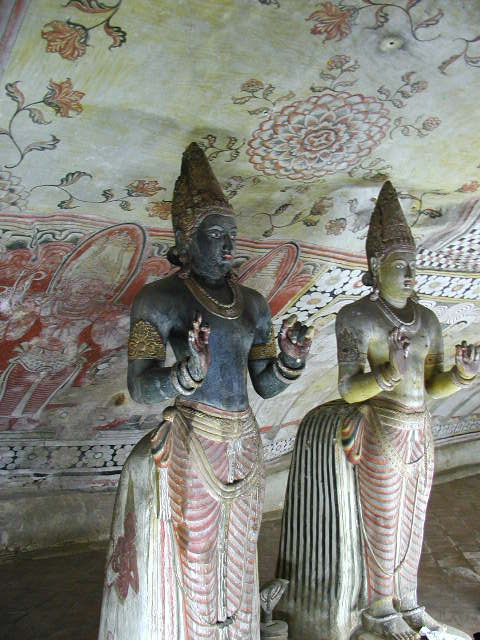

En la segunda cueva, la más grande, además de 16 estatuas en pie y 40 sedentes de Buda, están los dioses Saman y Visnú, que los peregrinos a menudo decoran con guirnaldas, y finalmente estatuas del rey Vattagamani Abhaya, quien honró al monasterio en el s. I a. C., y el rey Nissanka Malla, responsable en el siglo XII del dorado de 50 estatuas, como indica una inscripción en piedra cerca de la entrada del monasterio. Esta cueva es, de acuerdo con ello, llamada Maharaja lena, "Cueva de los Grandes Reyes". La estatua de Buda labrada en la roca en el lado izquierdo de la habitación está escoltada por figuras de madera de Bodhisattvas Maitreya y Avalokiteshvara o Natha. Hay también una dagoba y un manantial que gotea su agua, que se dice que tiene poderes curativos, a través de una grieta en el techo. Distintivas pinturas al temple en el techo de la cueva que se remontan al siglo XVIII representan escenas de la vida de Buda, desde el sueño de Mahamaya a la tentación del demonio Mara. Otras pinturas representan eventos importantes de la historia del país.

### Gran Monasterio Nuevo
La tercera cueva, la Maha Alut Vihara, el "Gran Monasterio Nuevo" adquirió las pinturas en techo y paredes en el típico estilo Kandy durante el reinado del rey Kirti Sri Rajasinha (1747–1782), el famoso renacentista budista. Además de 50 estatuas de Buda, hay también una estatua del rey.

## Estatuas

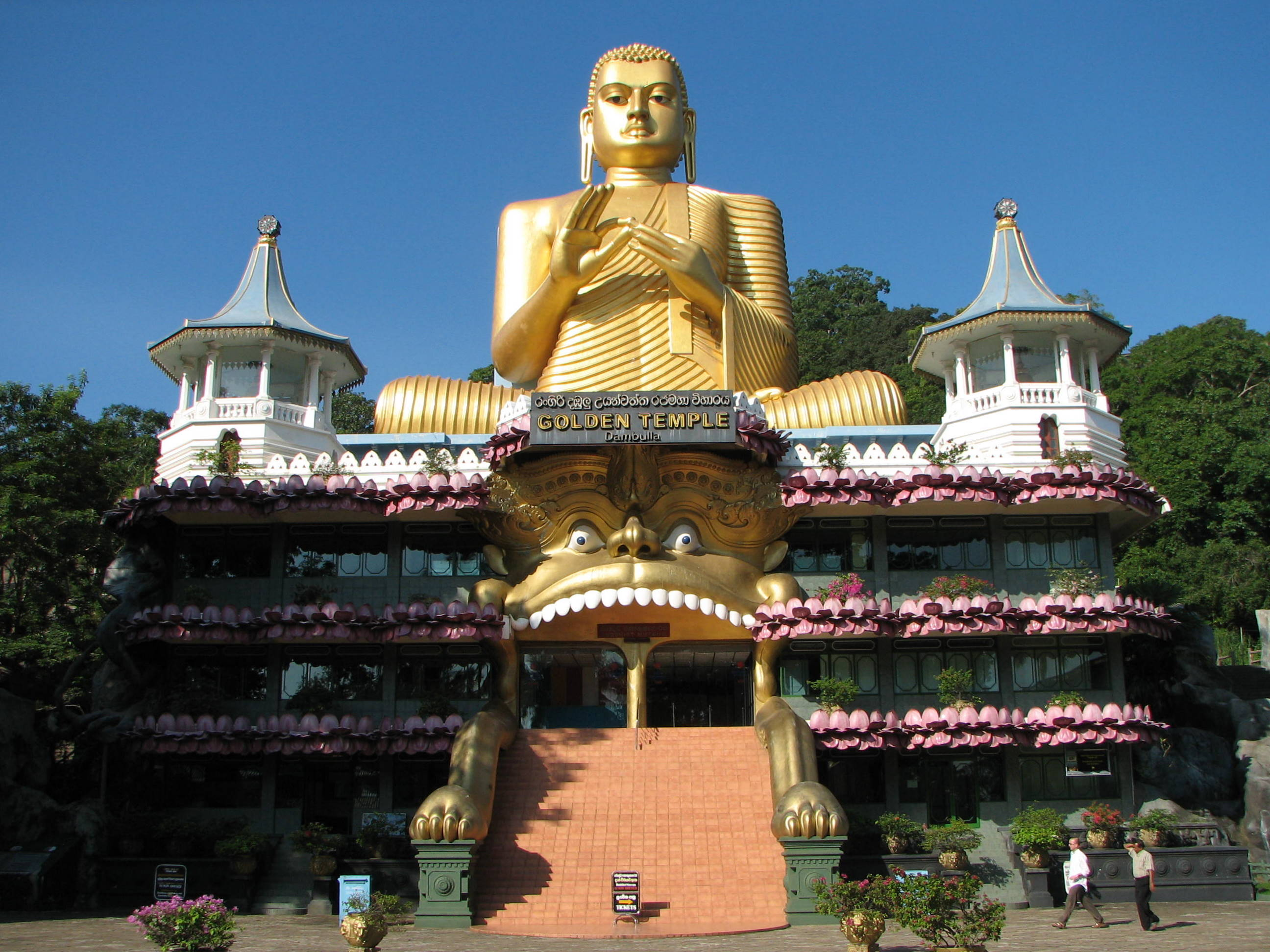
La estatua dorada de Buda, templo de oro de Dambulla, justo colina abajo desde el Templo de la Cueva.

Dentro de estas habitaciones santuario están representadas muchas épocas de escultura singalesa y arte singalés. Las estatuas de Buda tienen varios tamaños y actitudes - la mayor de 15 metros de largo. Una cueva tiene más de 1.500 pinturas de Buda cubriendo su techo.

## Conservación

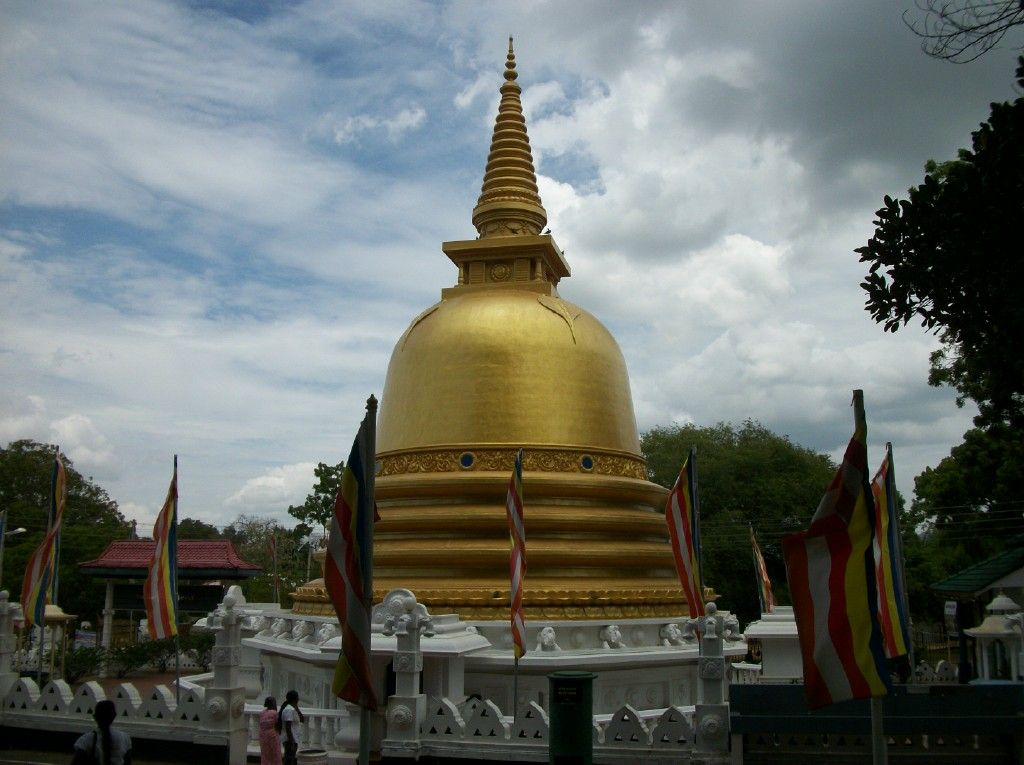
Una pagoda en el templo de oro de Dambulla.

La conservación del complejo de templos de Dambulla se ha concentrado principalmente en conservar sus pinturas murales. Senake Bandaranayake señala que los diseños se limpiaron durante un proyecto de conservación inicial durante los años sesenta que implicó la limpieza de los murales y la aplicación de una capa protectora.
Las posteriores estrategias de conservación en Dambulla (principalmente desde 1982) se han centrado en mantener la integridad del complejo existente que ha permanecido inalterado desde la reconstrucción de la veranda del templo en los años treinta. Esta estrategia fue acordada en el curso de un proyecto de colaboración entre la UNESCO, el Proyecto Triángulo Cultural de Sri Lanka y las Autoridades del Templo de Dambulla que discurrió entre 1982 y 1996.
Como el templo de Dambulla sigue activo como centro ritual, los planes de conservación del proyecto de 1982-1996 se dirigieron a mejorar la infraestructura y la accesibilidad del lugar de acuerdo con su estatus de lugar Patrimonio de la Humanidad declarado por la UNESCO. Esto implicaba la renovación del pavimento cortado a mano dentro del complejo y la instalación de iluminación moderna. Ulteriores inversiones en la infraestructura del templo han implicado la construcción de un museo y otras instalaciones para turistas ubicadas lejos del complejo histórico.
Inspecciones más recientes de la UNESCO en 2003 han propuesto una expansión a la zona actualmente protegida alrededor del complejo para minimizar el daño a los lugares arqueológicos que lo rodean.
El proyecto de conservación emprendido entre 1982 y 1996 se centró principalmente en el diseño mural del siglo XVIII que representa alrededor del 80% del total de pinturas conservadas en Dambulla. Para finales de los años noventa, la mayor parte de estos diseños permanecían en un estado de conservación excelente, conservando aún los de los santuarios más grandes (Vihara 3 y Vihara 2) la mayor parte de sus rasgos del siglo XVIII.
La limpieza no se emprendió en el proyecto de 1982-1996 que, en lugar de ello, se centró en la implementación de una serie de medidas paliativas para estabilizar los murales así como para desarrollar una estrategia de conservación a largo plazo para minimizar el daño humano o medioambiental.